# Kubilay Türkyilmaz
Kubilay Türkyilmaz, född 4 mars 1967 i Bellinzona, är en schweizisk före detta fotbollsspelare. Han är Schweiz näst bäste målgörare genom tiderna, slagen 2008 av Alexander Frei.

## Klubbkarriär
Türkyilmaz startade sin karriär i Bellinzona 1986 och gick till Servette 1989. Han lämnade sedan för spel i italienska Bologna, innan han gick till Galatasaray där han vann sin första titel, Süper Lig, 1994. 1995 återvände han till Schweiz men gick denna gång till Grasshopper, där han vann ligan säsongerna 1995/1996 och 1997/1998.

## Landslagskarriär
Türkyilmaz gjorde sin debut för Schweiz 2 februari 1988 mot Frankrike i en match som Schweiz förlorade med 2-1. Hans första två mål kom i VM-kvalet till Italien-VM 1990 mot Luxemburg 21 september 1988.
Han deltog i EM 1996 där han gjorde mål i öppningsmatchen mot England, en match som slutade 1-1. 
I Türkyilmaz sista 8 matcher i landslaget så gjorde han 14 mål, då han bland annat gjorde två hattricks mot Azerbajdzjan och Färöarna. I sin sista landskamp så gjorde han två mål mot Luxemburg i kvalet till VM 2002.

## Meriter
Galatasaray
- Süper Lig: 1994

Grasshopper
- Axpo Super League: 1996, 1998